# Isola Whale
L'isola Whale (isola della balena) fa parte dell'arcipelago Kodiak ed è situata nel golfo dell'Alaska, (USA). Si trova al largo della parte settentrionale dell'isola Kodiak, tra quest'ultima e Afognak, nella Marmot Bay. L'isola Raspberry si trova alla sua sinistra (a nord-ovest) e l'isola Spruce a destra (ad est). Amministrativamente appartiene al Borough di Kodiak Island ed è disabitata.
L'isola ha una superficie di 39,23 km² e il suo punto più alto è di 99 m.
L'isola era stata denominata (nel 1839 o 1840, e registrata nel 1849) con il nome russo di Govorushechiy o Kitoy, i nomi si riferiscono rispettivamente al gabbiano della specie Rissa brevirostris e alla balena.